# Seude
Seude, è una borgata del comune di Capaccio Paestum, in provincia di Salerno.

## Geografia fisica

### Territorio
A 383 m s.l.m., sul Monte Calpazio, sono presenti le rovine di Capaccio Vecchio, un borgo medioevale raso al suolo dalle truppe di Federico II di Svevia a seguito della congiura dei Baroni. 
Dell'abitato, oltre alle rovine del Castello, l'unico edificio ricostruito è il Santuario Mariano Diocesano della Madonna del Granato.

### Clima
In base alla media trentennale di riferimento 1961-1990, la temperatura media del mese più freddo, gennaio, si attesta a +6,8 °C; quella del mese più caldo, agosto, è di +24,4 °C.
| CAPACCIO           | Mesi | Mesi | Mesi | Mesi | Mesi | Mesi | Mesi | Mesi | Mesi | Mesi | Mesi | Mesi | Stagioni | Stagioni | Stagioni | Stagioni | Anno |
| CAPACCIO           | Gen  | Feb  | Mar  | Apr  | Mag  | Giu  | Lug  | Ago  | Set  | Ott  | Nov  | Dic  | Inv      | Pri      | Est      | Aut      | Anno |
| ------------------ | ---- | ---- | ---- | ---- | ---- | ---- | ---- | ---- | ---- | ---- | ---- | ---- | -------- | -------- | -------- | -------- | ---- |
| T. max. media (°C) | 9,9  | 9,9  | 12,6 | 16,0 | 19,8 | 24,3 | 28,7 | 29,2 | 25,4 | 20,9 | 15,8 | 12,0 | 10,6     | 16,1     | 27,4     | 20,7     | 18,7 |
| T. min. media (°C) | 3,7  | 4,0  | 5,7  | 8,6  | 11,7 | 15,6 | 19,1 | 19,6 | 16,5 | 13,0 | 9,1  | 5,9  | 4,5      | 8,7      | 18,1     | 12,9     | 11,0 |

- Classificazione climatica: zona D, 1661 GG

## Geografia antropica

### Località
La borgata comprende quattro località:
- Scigliati, 150 abitanti, 75-56 m s.l.m.;
- Tempa San Paolo,119 abitanti, 56 m s.l.m.;
- Crispi, 31 abitanti, 344 m s.l.m.;
- Capaccio Vecchio, 227 m s.l.m..

Le varie località sono situate in zona collinare, alle falde nord occidentali del Monte Calpazio fra la borgata Vuccolo Maiorano di Capaccio e i territori comunali di Albanella e Roccadaspide. In base al censimento del 2001 ha complessivamente 80 abitanti.

## Sport

### Calcio
La frazione Seude è rappresentata dalla seguente squadra di calcio della località Scigliati.
- ASD Scigliati - Seconda Categoria Girone I.